# Tam Nakano
Pour les articles homonymes, voir Nakano.
Tam Nakano (中野 たむ, Nakano Tam) est une catcheuse japonaise née le 22 mars 1988 à Anjō. Au cours de sa carrière, elle remporte à quatre reprises le championnat Artist of Stardom : une deux avec Mayu Iwatani et Saki Kashima (en), une fois avec Mina Shirakawa et Unagi Sayaka (en) et une fois avec Natsupoi (en) et Saori Anou (en). Elle est aussi double championne Wonder of Stardom et double championne World of Stardom.

## Palmarès
- World Wonder Ring Stardom (Stardom)
  - 4 fois championne Artist of Stardom avec Mina Shirakawa et Unagi Sayaka (1 fois), avec Natsupoi et Saori Anou (1 fois), avec Saki Kashima et Mayu Iwatani (2 fois)[2]
  - 1 fois championne Goddess of Stardom avec Natsupoi[3],[4]
  - 2 fois championne Wonder of Stardom[5]
  - 2 fois championne World of Stardom[6]